# Radiotelevisiun Svizra Rumantscha
Radiotelevisiun Svizra Rumantscha (do roku 2010 Radio e Televisiun Rumantscha) je švýcarská televizní a rozhlasová společnost, část mediální společnosti SRG SSR. Zajišťuje výrobu a vysílání televizního a rozhlasového vysílání v rétorománštině.

## Historie
První rozhlasový pořad v rétorománštině byl odvysílán 17. ledna 1925. Osobní zodpovědnost za toto vysílání tehdy měl Felix Huonder. Pravidelné rozhlasové vysílání v rétorománštině bylo zahájeno v roce 1943.
První televizní pořad v rétorománštině Il Balcun Tort byl odvysílán 17. února 1963 k 25. výročí přijetí rétorománštiny jako čtvrtého národního jazyka.

## Radio Rumantsch
Radio Rumantsch je švýcarská plnoformátová rozhlasová stanice vysílající 24 hodin denně v rétorománštině. Založená byla v roce 1925 a v roce 1954 byla zestátněna.

## Televize
Televizní vysílání v rétorománštině je šířeno prostřednictvím jinojazyčných kanálů SRG SSR. Desetiminutové bloky vysílání v rétorománštině jsou vysílány na kanálech SRF 1, SRF info a RSI LA2, delší bloky pak v neděli odpoledne na kanálu SRF 1. K pořadům vysílaným na kanálu SRF 1 jsou k dispozici titulky v němčině, které jsou dostupné prostřednictvím teletextu.